# 雅天妮集團
雅天妮集團有限公司，簡稱雅天妮集團（英語：Artini Holdings Limited，港交所：0789），前身為「雅天妮中國有限公司」，在1992年由謝超群，以及葉英琴創立珠寶公司，現時業務零售品牌管理、營運及拓展，以及同步設計生產，其主要品牌「雅天妮」、「嬌酷」等品牌。
其股份自2008年5月16日於香港交易所主板上市。至於代言人包括黃伊汶、趙薇等。發行以2.80亿股，集資額為6.22亿港元，招股價為2.22港元，但在上市跌破招股價，再加上首次發盈警，因此對外界人士不敢樂觀。
而總部位於香港紅磡民裕街41號凱旋工商中心一期1樓B1室。2019年9月27日，公司名稱由領視控股有限公司（英語：Primeview Holdings Limited）更改為雅天妮集團有限公司（英語：Artini Holdings Limited）。

## 連結
- Artini-China.com （页面存档备份，存于）